# ماکسول پری کاتن
ماکسول پری کاتن (انگلیسی: Maxwell Perry Cotton؛ زادهٔ ۷ مهٔ ۲۰۰۰) یک هنرپیشه اهل ایالات متحده آمریکا است.
از فیلم‌ها یا برنامه‌های تلویزیونی که وی در آن نقش داشته است می‌توان به ایلیسیم، پنگوئن‌های آقای پاپر اشاره کرد.